# عين تزيتونت
عين تزيتونت هي قرية أمازيغية جبلية مغربية وسط المملكة. تنتمي عين تزيتونت لإقليم شيشاوة. تضم هذه القرية 5.947 نسمة (إحصاء 2004).

## التعليم
- مجموعة مدارس أسراتو (المركزية: أسراتو / الوحدات: يدجار - تولي - تزوخت)